# Dorothée Neff
Dorothée Neff (* 28. April 1988 in Karlsruhe) ist eine deutsch-luxemburgische Schauspielerin.

## Leben
Dorothée Neff studierte von 2006 bis 2007 zunächst Jazzgesang, Musikwissenschaften, Judaismus und Portugiesisch in Heidelberg und Köln. Dann ging sie für vier Jahre nach London und studierte an der Royal Holloway, University. 2011 entschloss sie sich für das Schauspielstudium und beendete dieses 2015 an der Folkwang Universität der Künste in Essen. Während ihres Studiums spielte sie als Gast am Schauspielhaus Bochum, am Tron Theatre Glasgow und am Chandler Theatre Glasgow. Nach ihrem Abschluss stand sie für einige Produktionen des Berliner Ensemble auf der Bühne. Dort spielte sie auch das Gretchen in Goethes Faust I und Faust II, die Regie führte Robert Wilson. Von August 2016 bis Anfang 2020 gehörte sie zum Ensemble des Deutschen Theaters Göttingen.
Seit 2020 arbeitet Dorothée Neff am Theater Bonn.
Ab Oktober 2022 spielte Neff in der ARD-Telenovela Sturm der Liebe die Rolle der Eleni Saalfeld, geborene Schwarzbach. Ab Januar 2023 bildete sie zusammen mit Marcel Zuschlag (Leander Saalfeld) das Protagonisten-Paar der 19. Staffel. Im November 2023 (Folge 4151) verließ sie die Serie.

## Filmografie (Auswahl)
- 2011: Das Ende des Theaters
- 2013: Mutprobe
- 2013: River City
- 2014: Backstage
- 2014: Cryptomnesia
- 2016: Mathilda
- 2016: Als wir anfingen
- 2017: Ruides
- 2020: L’enfant caché
- 2020: Hyperland
- 2021: Tatort: Dreams
- 2022–2023: Sturm der Liebe